# Eqrem Kryeziu
Eqrem Kryeziu (ur. 15 lutego 1948 w Pagarushë) – kosowski polityk, członek Zgromadzenia Kosowa od 2007 roku, doktor nauk filologicznych, wykładowca na Uniwersytecie w Prisztinie.

## Życiorys
Eqrem Kryeziu urodził się w 1948 w miejscowości Pagarushë, w gminie Mališevo, w ówczesnej SFR Jugosławii. 
Zaangażował się w działalność polityczną, wstępując do Demokratycznej Ligi Kosowa. W 2006 został wybrany pierwszym wiceprzewodniczącym partii. W tym samym objął stanowisko burmistrza Prizrenu. 
W wyborach parlamentarnych w 2007 uzyskał mandat deputowanego do Zgromadzenia Kosowa. Wszedł w skład jego Prezydium, a także Komisji Spraw Bezpieczeństwa oraz Komisji Nadzoru Kosowskiej Agencji Wywiadowczej.